# Giampaolo Dalmeri
Giampaolo Dalmeri (geboren 17. April 1952 in Pergine Valsugana) ist ein italienischer Geologe und Paläoanthropologe.

## Werdegang
Dalmeri besuchte das staatliche Institut für angewandte Kunst „A. Vittoria“ in Trient, das er 1972 mit der Matura abschloss. Anschließend studierte er Geologie an der Universität Ferrara. Seine 1977 vorgelegte Abschlussarbeit für die Laurea befasste sich mit einem paläoanthropologischen Thema. Die Thematik hatte ihn nach eigener Aussage bereits in seiner Jugend gefesselt.
Von 1980 an arbeitete er für die Abteilung Frühgeschichte des Naturkundemuseums in Trient (Museo Tridentino di Scienze Naturali di Trento) und nahm an zahlreichen vom Museum initiierten Ausgrabungen teil. 1982 wurde er mit der Leitung der Grabungen der paläolithischen und mesolithischen Fundstätten in Terlago und der Grotta di Ernesto bei Grigno in der Valsugana betraut, die er mehrere Jahre lang leitete.
Als Mitglied eines genossenschaftlichen Grabungsunternehmens aus Trient nahm Dalmeri zwischen 1983 und 1990 an zahlreichen Grabungen in der Region Trentino-Südtirol und in anderen oberitalienischen Regionen teil. Von 1990 an leitete er die Grabungen an der nach ihm benannten Fundstätte aus dem Neolithikum Riparo Dalmeri am nordöstlichen Rand der Hochebene der Sieben Gemeinden. Die Fundstätte zählt aufgrund ihrer künstlerischen und rituellen Zeugnisse zu den weltweit bedeutendsten Fundorten aus der Jungsteinzeit.
Zu seinen Forschungsschwerpunkten als Leiter der Abteilung für Frühgeschichte des Museums für Wissenschaften (Museo delle scienze – MUSE) und Nachfolger des ehemaligen Naturkundemuseums in Trient gehört insbesondere das Verhältnis zwischen Mensch und Umwelt zwischen dem Ende der letzten Kaltzeit und dem Beginn des Holozäns. Dabei steht die Besiedlung des südlichen Alpenraums durch Jäger und Sammler gegen Ende des Jungpaläolithikums und dem Beginn des Mesolithikums im Vordergrund des Interesses.
Dalmeri ist seit 1984 Mitglied des Istituto Italiano di Preistoria e Protostoria. Zwischen 1988 und 1995 leitete er Seminare für Paläontologie an der Universität Trient.

## Schriften
Dalmeri ist Autor von etwa 250 wissenschaftlichen Veröffentlichungen und Mitautor von weiteren 100 Artikeln. Für die Soprintendenza für Archäologie der Regionen Venetien, Emilia-Romagna und Lombardei fertigte er zudem zahlreiche grafische Reproduktionen von Funden an.